# كريس بيترسن (عازف قيثارة)
كريس بيترسن (بالإنجليزية: Chris Petersen)‏ هو عازف قيثارة أمريكي، ولد في 22 يونيو 1983.